# Thomas Gechauff
Thomas Gechauff (Jagauf), alias Venatorius (né vers 1488 à Nuremberg; mort le 4 février 1551 dans cette même ville) est un géomètre et théologien protestant. Ami du conseiller impérial Pirckheimer, il édite les œuvres d'Archimède et le De pictura d'Alberti.

## Biographie
Venatorius est disciple du mathématicien Johannes Schöner, comme il l'indique dans la préface de son édition des œuvres d’Archimède. Il a dû cependant n'étudier que sur le tard, sans doute vers le milieu des années 1520, car on sait que Schöner ne met jamais les pieds à Nuremberg. Venatorius est sans doute d'abord frère de l'Ordre des Dominicains et se consacre à la théologie.
Venatorius, gagné à l'Humanisme, part pour l'Italie. Il étudie à l'université de Padoue et selon les mœurs du temps, y latinise son nom, Gehauf ou Jäger. De retour en Franconie en 1519, il y est prêtre de sa ville natale : il est enregistré comme sacristain de la paroisse de Kornburg, un faubourg de Nuremberg. En 1522, il est nommé prêtre de l'Hospice du Saint-Esprit sur recommandation de Willibald Pirckheimer, et en est aumônier jusqu'en 1533. En 1532, il est nommé prêtre du couvent Sainte-Catherine. Enfin de 1533 à sa mort, il est pasteur de l'église Saint-Jacques. Malgré ses fonctions religieuses, puis sa conversion au courant évangélique, il cultive ses goûts humanistes.
Il reste lié d'amitié à Pirckheimer, même lorsque les autres pasteurs de Nuremberg s'en éloignent. En 1534 le conseil municipal lui confie la direction des écoles de la ville. À cet effet, il compose plusieurs essais d'astronomie, des poèmes en latin, et des traductions des tragiques grecs. Il occupe une position éminente au sein des prédicateurs de Nuremberg et s'investit beaucoup dans la vie religieuse de la congrégation, sans pourtant se mettre en avant.
De 1544 à 1554 il s'implique fortement dans la conversion des villes de Rothenburg ob der Tauber et Donauwörth aux idées de la Réforme.
Il prend nettement position contre les idées d'Andreas Osiander sur l'utilité de la confession des péchés ; mais il reste au fond un érudit peu enclin à la polémique. Ce n'est qu'à la chute de Johannes Haner, qu'en 1534 il fait paraître à Nuremberg un libelle intitulé „De sola fide iustificante nos... ad Joannem Hanerum epistola apologetica“. Ses écrits théologiques connaissent une vogue durable et survivent à leur auteur : outre des essais sur les principes de la foi réformée en latin, ce sont pour l'essentiel des homélies pour sa congrégation.

### Publications
En 1527, Martin Luther se charge de faire publier „Ein kurz Unterricht den sterbenden Menschen gar tröstlich“, avec une préface de son crû. En 1530, Venatorius publie „Ermanung zum creutz in der zeyt der Verfolgung“. Il faut également mentionner son De virtute christiana, imprimé à Nuremberg en 1529, qui est l'un des premiers traités d'éthique protestante, mais qui ne trouve guère d'écho en son temps. Venatorius compose également des essais, en partie perdus, d’exégèse et de doctrine, dont une adaptation des Psaumes, qu'il dédie aux échevins de Rothenburg et à l'abbé d'Heilsbronn. Après l'Interim d'Augsbourg, Venatorius, comme d'autres pasteurs de Nuremberg, se mure dans une sourde résistance ; il meurt peu après.
En 1544 il fait éditer à Bâle la première édition imprimée des œuvres d’Archimède, un ouvrage bilingue grec/latin. La recension du texte grec procédait d'un manuscrit rapporté de Rome par Pirckheimer, et la traduction latine est celle de Regiomontanus. C'est aussi à partir du manuscrit de Regiomontanus qu'il fait imprimer le Liber de pictura de Leon Battista Alberti en 1540 à Bâle.

### Famille
Il épouse en premières noces Margarethe Zeckendorfer († 1542), une ex-nonne, le 11 août 1527. Il épouse en secondes noces Margaretha Kobolt le 17 juillet 1542, dont il a au moins un fils. Il réside dans la Zistelgasse (l'actuelle rue Albrecht-Dürer) de Nuremberg.

## Hommage
Une rue du quartier de Kornburg, à Nuremberg, le Kirchenweg, est rebaptisée « rue Venatorius » en 1974.